# Markus Aspelmeyer

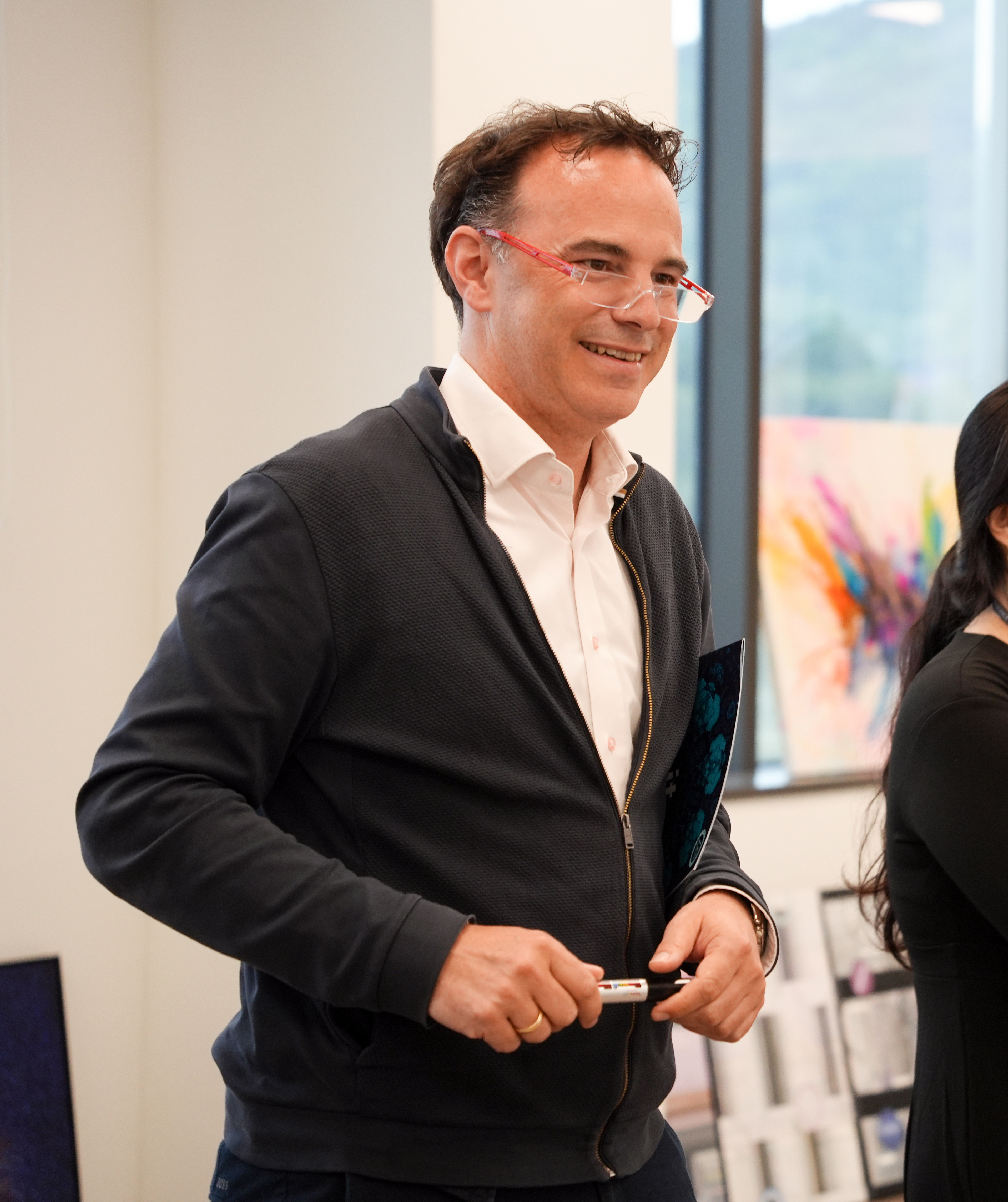
Markus Aspelmeyer am Center for Quantum Nanoscience in Südkorea (2024).

Markus Aspelmeyer (* 14. Juni 1974 in Schongau) ist ein aus Bayern stammender, in Österreich wirkender Physiker, Lieben- und ERC-Preisträger und Universitätsprofessor an der Universität Wien.

## Leben
Markus Aspelmeyer besuchte das Gymnasium in Schongau bis zum Abitur im Jahr 1993. Daraufhin studierte er an der Universität München Philosophie bis zum Magister sowie Physik, worin er 2002 bei Johann Peisl promovierte, und zwar mit seiner Untersuchung über den Einfluss externer Felder auf Struktur und Grenzflächenmorphologie dünner ferroelektrischer Filme. Danach arbeitete er als Post-doc bei Anton Zeilinger an der Universität Wien. Er folgte Zeilinger bei dessen Wechsel an das Institut für Quantenoptik und Quanteninformation (IQOQI) der Österreichischen Akademie der Wissenschaften und wurde dort zuerst Junior-, später Senior-Scientist. Er beschäftigte sich dort mit Problemen der Quantenverschränkung und Quantenoptik.
Aspelmeyer erhielt 2007 den Lieben-Preis. Nach einem START-Preis 2008 erhielt er 2009 einen der renommierten ERC Starting Independent Researcher Grants des Europäischen Forschungsrats (European Research Council, ERC) und 2010 den Friedrich Wilhelm Bessel-Forschungspreis. 2009 wählte er aus drei Angeboten auf Professorenstellen (University of Oxford, University of Calgary) den Ruf an die Universität Wien, wo er seitdem Universitätsprofessor für Quantum Information on the Nanoscale an der Fakultät für Physik ist. Markus Aspelmeyer ist Leiter einer Forschungsgruppe, die Quanteneffekte in Nano- und Micro-Systemen erforscht. 2012 wurde er Fellow der American Physical Society. Für 2017 wurde ihm der Preis der Stadt Wien für Naturwissenschaften zugesprochen, 2018 wurde er als korrespondierendes Mitglied in die Österreichische Akademie der Wissenschaften gewählt, 2022 wurde er wirkliches Mitglied.

## Werke
- Alessio Belenchia, Robert M. Wald, Flaminia Giacomini, Esteban Castro-Ruiz, Časlav Brukner, Markus Aspelmeyer: Information Content of the Gravitational Field of a Quantum Superposition. In: Int. J. Mod. Phys. D. Band 28, Nr. 14, 2019, S. 1943001, doi:10.1142/S0218271819430016, arxiv:1905.04496 (englisch).